# Book of Days
A Book of Days Enya ír dalszerző és énekesnő harmadik kislemeze harmadik, Shepherd Moons című albumáról. 1992-ben jelent meg. A dal szerepelt a Far and Away című, 1993-ban bemutatott Ron Howard-filmben. Eredetileg ír szövege volt, de az 1993 után kiadott albumokra a későbbi, angol nyelvű változat került fel; ez szerepel a kislemezeken is.

## Változatok
A kislemez különböző kiadásai.
CD maxi kislemez (Németország)
1. Book of Days – 2:56
2. As Baile
3. Morning Glory – 2:30

CD maxi kislemez (Ausztrália, Németország)
1. Book of Days
2. On Your Shore
3. As Baile

CD maxi kislemez (Egyesült Királyság)
1. Book of Days
2. Watermark
3. On Your Shore
4. Exile

CD maxi kislemez (Japán)
1. Book of Days
2. As Baile
3. Angeles
4. Oriel Window
5. 'S Fagaim mo Bhaile
6. Caribbean Blue (Edit)

7" kislemez (Egyesült Királyság, Németország)
Kazetta (Egyesült Királyság)
1. Book of Days
2. As Baile

7" kislemez (Németország)
Kazetta (Ausztrália, USA)
1. Book of Days
2. On Your Shore

## Helyezések
| Slágerlista (1992) | Legmagasabb helyezés |
| ------------------ | -------------------- |
| Brit kislemezlista | 10                   |
| Svéd kislemezlista | 34                   |